# Сливне (Росія)
Сли́вне (рос. Сливное) — присілок у складі Мокроусовського округу Курганської області, Росія.
Населення — 33 особи (2010, 30 у 2002).
Національний склад станом на 2002 рік:
- росіяни — 100 %